# Hernán Cortés
Hernán Cortés de Monroy y Pizarro Altamirano, 1.° Marquês do Vale de Oaxaca (Medellín, na Estremadura, na Coroa de Castela, 1485 – Castilleja de la Cuesta, em Sevilha, Castela 2 de dezembro de 1547) foi um conquistador espanhol, conhecido por ter destruído o Império Asteca de Moctezuma II e conquistado o centro do atual território do México para a Espanha.

## Primeiros anos
Hernán Cortés nasceu numa família nobre. Aos catorze anos, foi estudar direito e latim na Universidade de Salamanca, porém não concluiu seus estudos e, após dois anos, retornou a Medellín. Após abandonar os estudos, Hernán Cortés escolheu ingressar na armada. 

## Viagem ao Novo Mundo
Aos dezenove anos, em 1504, Cortés partiu para a sua primeira viagem ao oeste, após trabalhar como escrivão da Corte em Valladolid. Sob o comando de Diego Velázquez de Cuéllar, Cortés foi bem-sucedido em sua primeira missão em busca de ouro. Como recompensa, o governador Nicolás de Ovando o contemplou com terras e indígenas para, nelas, trabalharem (repartimiento). Ali, Cortés se fixou como colono.

### Cuba

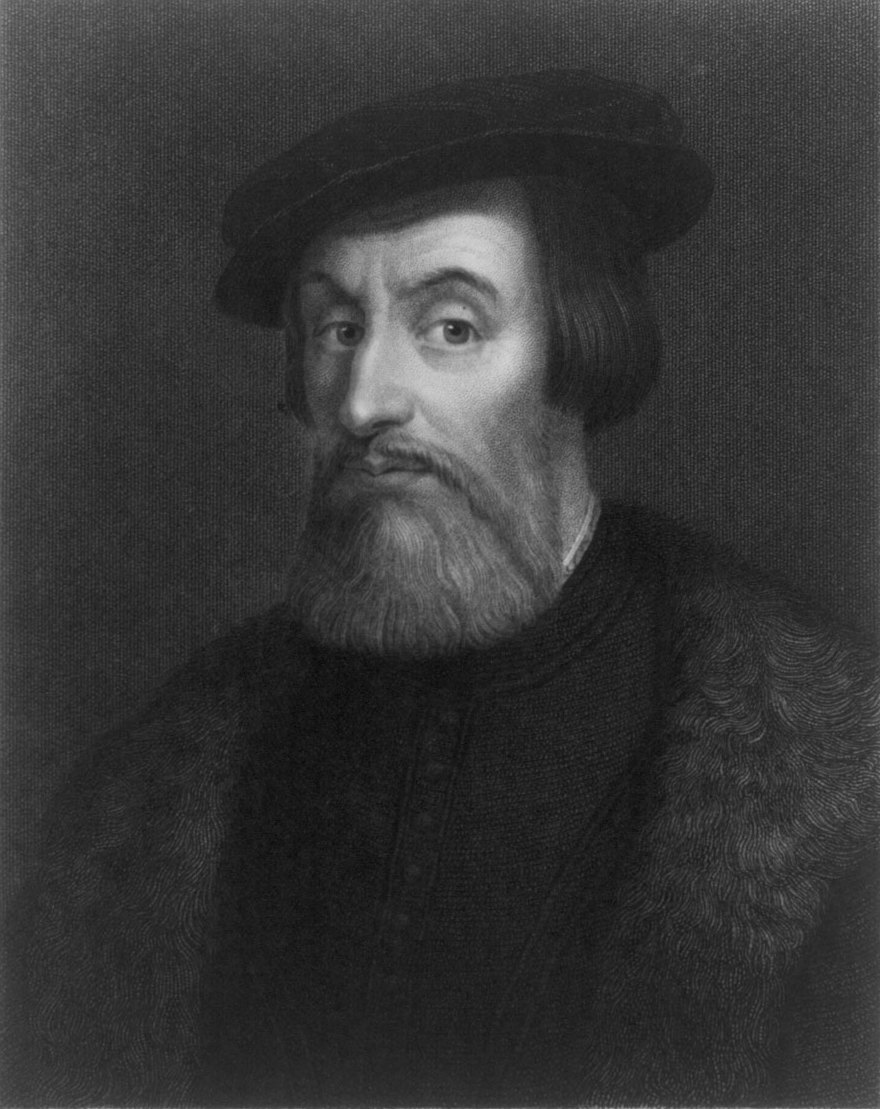
Hernán Cortés
Gravura de W. Holl, publicado por Charles Knight

Em 1511, novamente sob o comando de Diego Velázquez de Cuéllar, Hernán Cortés partiu para mais uma missão   conquista, em Cuba. Ao princípio de sua permanência em Cuba, Cortés foi nomeado um dos secretários de Velásquez e pouco tempo depois, prefeito de Santiago de Baracoa. Ao término da missão, recebeu indígenas e terras e foi morar ao sul da ilha, em Santiago. Entre 1514 e 1515, Cortés se casou com Catalina Martins, nativa de Granada.
Em 1517 e 1518, partiram, de Cuba, duas expedições que confirmaram a existência de um vasto e rico país a oeste da ilha. A primeira, capitaneada por Francisco Hernández de Córdoba, explorou a península de Yucatán. No ano seguinte desta expedição, outra expedição foi organizada por Juan de Grijalva com o propósito de continuar a exploração na costa de Yucatán. A partir desta empreitada, as relações entre Cortés e Velázquez entraram em conflito.

### Conquista do México
Em 23 de outubro de 1518, Cortés foi nomeado capitão de uma nova expedição para reconhecer terras mexicanas. A expedição saiu de ilha de Cuba em 18 de fevereiro de 1519 e chegou à ilha de Cozumel — importante porto marítimo e religioso maia — em 27 de fevereiro de 1519. No local, tiveram um dos primeiros contatos com os povos indígenas, e Cortés encontrou Gerónimo de Aguilar, padre franciscano sobrevivente de um naufrágio espanhol, que se tornou intérprete maia-espanhol de Cortés.
A expedição continuou até chegar ao rio Tabasco, batizado como rio Grijalva, próximo à cidade de Potonchán. Lá, encontraram resistência indígena, a qual suscitou a Batalha de Centla. Após a batalha e a vitória dos espanhóis, as autoridades de Tabasco ofereceram presentes a Cortés como tecidos, iguarias e mulheres indígenas. Entre estas mulheres, estava La Malinche, batizada como Marina ou doña Marina, que viria a ser uma figura importante e controversa na Conquista do México pelo seu conhecimento dos costumes e riquezas do Império Asteca, da língua Maia e do Náuatle, servindo como intérprete e conselheira, além de amante de Hernán Cortés, com quem teve um filho, Martín Cortés.

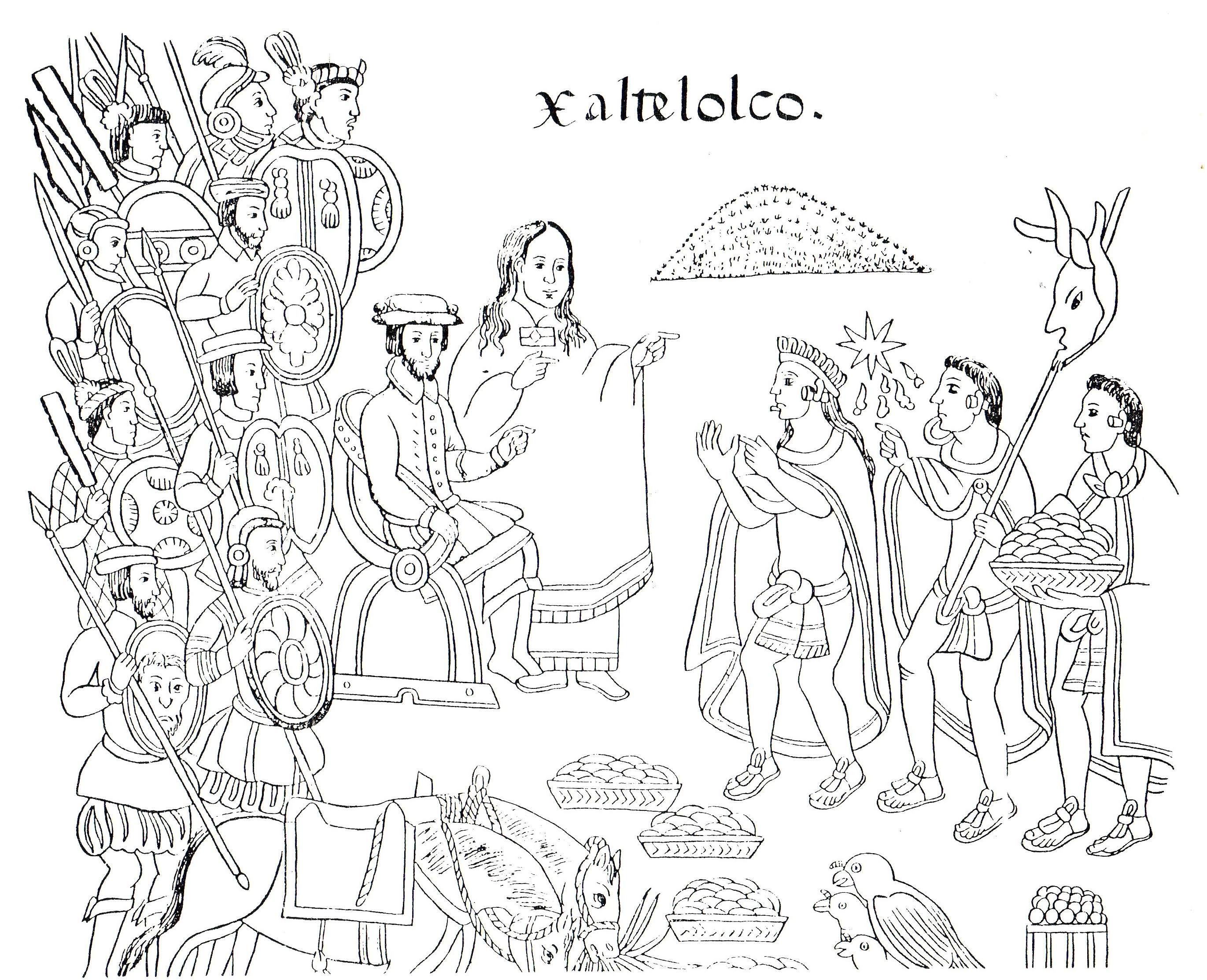
Cortés e Malinche
de Lienzo Tlaxcala, Diego Muñoz Camargo, c. 1585

Em abril de 1519, a expedição chegou a Vera Cruz, onde pouco depois Hernán Cortés fundou a Villa Rica de la Vera Cruz, em Chalchicuecan, junto ao atual porto. Em julho do mesmo ano, tomou Vera Cruz, desvinculando-se do governador de Cuba e colocando-se diretamente sob as ordens do rei Carlos V. Em Vera Cruz, Cortés começou a receber os mensageiros de Montezuma. Logo, Cortés percebeu que o Império Asteca possuía atritos com outros povos mesoamericanos. Começou então a elaborar estratégias e fazer alianças com os povos rivais como os totonacas, povo com capital em Cempoala, cidade a qual partiram para selar a aliança militar e dar início a conquista de Tenochtitlán. Cortés também fez aliança com os indígenas da região de Tlaxcala.
Em outubro de 1519, Cortés chegou a Cholula, a maior cidade do México Central depois de Tenotchtitlán, e aliada do Império Asteca. Segundo as crônicas de Bernal Díaz, uma anciã e alguns sacerdotes do templo de Cholula alertaram Hernán Cortés sobre uma cilada, e imediatamente ele reagiu contra os indígenas da emboscada, causando o que ficou conhecido como o massacre de Cholula.
Em 8 de novembro de 1519, o contingente de Cortés chegou a Tenochtitlán, e logo o encontro entre Cortés e Montezuma foi realizado. Montezuma acreditava que Cortés seria o enviado de Quetzalcóatl, deus asteca que teria, finalmente, voltado para vingar-se: por isso, Montezuma tratou bem Cortés e aceitou seu domínio. Dias depois da chegada dos espanhóis, Cortés entrou de novo em ação e fez de Montezuma prisioneiro. Para isso, utilizou, como pretexto, a morte de espanhóis em Vera Cruz em uma batalha entre os mexicas dirigidos por Cuauhpopoca supostamente a mando de Montezuma. Como prisioneiro, Montezuma declarou fidelidade ao rei Carlos V.
Em maio de 1520, Velázquez foi informado por mensageiros de Montezuma sobre a chegada das tropas de Pánfilo de Narváez, que havia sido enviado ao México pelo governador de Cuba, Diego Velázquez de Cuéllar, com o objetivo de interromper a invasão de Cortés. Cortés então partiu com seus aliados para combater os inimigos recém-chegados, atacou o acampamento inimigo e conseguiu convencer os homens de Narvaéz a se juntarem a ele, com promessas de riquezas e cargos. Narvaéz voltou para Veracruz com o restante de sua tropa. Enquanto isso, em Tenochtitlán, durante a ausência de Cortés, Pedro de Alvarado comandou a massacre do templo maior como consequência de uma rebelião indígena durante a celebração da festa de tóxcatl.
Cortés retornou a Tenochtitlán em 24 de junho de 1520, e convenceu Montezuma a tentar apaziguar a revolta dos indígenas. Entretanto, enquanto falava com seu povo, Montezuma foi atingido por uma pedra e, dias depois, morreu em decorrência do ferimento.
Forçados pela situação desesperadora e pelo crescente número de espanhóis mortos e feridos, Hernán Cortés decidiu deixar a cidade do México na noite de 30 de junho de 1520, que ficou conhecida como a noite triste. 
Em 8 de julho de 1520, os espanhóis finalmente chegaram a Tlaxcala para se refugiarem e se organizaram para atacar Tenochtitlán, e também onde Cortés recebeu reforços consideráveis de navios, soldados, artilharia e cavalos, para compensar as perdas ocorridas durante a noite triste. No final de maio de 1521, a cidade de Tenochtitlán foi sitiada durante 75 dias pelas tropas de Cortés. Após a captura e morte do último rei asteca, Cuauhtémoc, a conquista foi consumada.

## Cartas de la Relación
Foram cinco as cartas escritas por Cortés que chegaram ao rei Carlos V. Elas informavam e justificavam o empreendimento. Foram escritas entre 1519 e 1526 de diversas cidades da Nova Espanha, cada uma a respeito de uma etapa de seu empreendimento. Essas cartas são, hoje, importante fonte para o estudo da conquista do México e da figura controversa que é a de Hernán Cortés, visto ao mesmo tempo como herói e conquistador cruel.

## Análise histórica
Particularmente, Cortés foi diferente de seus antecessores espanhóis, que não procuravam saber nada sobre os índios. Ele tinha uma percepção política e histórica de seus atos. O historiador Tzvetan Todorov atribui a Cortés a invenção de uma tática de guerra de conquista e, por outro lado, a invenção de uma política de colonização em tempos de paz.